# Chrystus z karabinem na ramieniu
Chrystus z karabinem na ramieniu – zbiór reportaży Ryszarda Kapuścińskiego z Bliskiego Wschodu, z Afryki i z Ameryki Łacińskiej. Książka poświęcona ruchom partyzanckim działającym w końcu lat 60.
Pierwsze wydanie (15 290 egzemplarzy) ukazało się w roku 1975 nakładem wydawnictwa Czytelnik.